# Gomulin-Kolonia
Gomulin-Kolonia [pronunciación en polaco: /ɡɔˈmulin kɔˈlɔɲa/] es un pueblo en el distrito administrativo de Gmina Wola Krzysztoporska, dentro del Distrito de Piotrków, Voivodato de Łódź, en Polonia central.